# 艾氏錐齒鯛
艾氏錐齒鯛（学名：Pentapodus emeryii），又名紅尾冬仔，为金線魚科錐齒鯛屬下的一个种。